# Collegio di Yeovil
Yeovil è un collegio elettorale inglese situato nel Somerset e rappresentato alla camera dei Comuni del parlamento del Regno Unito. Elegge un membro del parlamento con il sistema maggioritario a turno unico; l'attuale parlamentare è Adam Dance dei Liberal Democratici, che rappresenta il collegio dal 2024.

## Estensione

Yeovil dal 2010 al 2024

- 1918-1983: i Municipal Borough di Chard e Yeovil, i distretti urbani di Crewkerne e Ilminster e i distretti rurali di Chard, Langport e Yeovil.
- 1983-1997: i ward del distretto du Yeovil di Blackdown, Chard North East, Chard North West, Chard Parish, Chard South East, Chard South West, Chinnock, Coker, Crewkerne Town, Dowlish, Egwood, Hazelbury, Houndstone, Ilminster Town, Lynches, Mudford, Neroche, St Michael's, South Petherton, Stoke, Windwhistle, Yeovil Central, Yeovil East, Yeovil North, Yeovil Preston, Yeovil South e Yeovil West.
- 1997-2010: i ward del distretto di South Somerset di Blackdown, Chard Avishayes, Chard Combe, Chard Crimchard, Chard Holyrood, Chard Jocelyn, Coker, Crewkerne, Egwood, Hamdon, Houndstone, Ilminster, Mudford, Neroche, Parrett, St Michael's, South Petherton, Tatworth and Forton, Windwhistle, Yeovil Central, Yeovil East, Yeovil Preston, Yeovil South, Yeovil West e Yeovil Without.
- 2010-2024: i ward del distretto di South Somerset di Blackdown, Brympton, Chard Avishayes, Chard Combe, Chard Crimchard, Chard Holyrood, Chard Jocelyn, Coker, Crewkerne, Egwood, Hamdon, Ilminster, Ivelchester, Neroche, Parrett, St Michael’s, South Petherton, Tatworth and Forton, Windwhistle, Yeovil Central, Yeovil East, Yeovil South, Yeovil West e Yeovil Without.
- dal 2024: le divisioni elettorali del Somerset di Brympton; Chard North; Chard South; Coker; Crewkerne; Ilminster; South Petherton and Islemoor; Yeovil Central; Yeovil East; Yeovil South e Yeovil West.[1]

Il collegio comprende le città di Yeovil, Chard, Crewkerne e Ilminster nel Somerset. Fino al 1983 il Somerset era diviso in quattro collegi, e il collegio di Yeovil conteneva anche le città di Ilchester, Martock e Somerton, che furono poi trasferite al nuovo collegio di Somerton and Frome.
Nelle piccole modifiche implementate dalla Boundary Commission for England, la città di Ilchester fu restituita al collegio di Yeovil per le elezioni generali del 2010.

## Membri del parlamento
| Elezione | Elezione          | Deputato       | Partito             |
| -------- | ----------------- | -------------- | ------------------- |
|          | 1918              | Aubrey Herbert | Conservatore        |
| 1923 (S) | George Davies     |                | Conservatore        |
| 1945     | William Kingsmill |                | Conservatore        |
| 1951     | John Peyton       |                | Conservatore        |
|          | 1983              | Paddy Ashdown  | Liberale            |
|          | 1988              | Paddy Ashdown  | Liberal Democratici |
| 2001     | David Laws        |                | Liberal Democratici |
|          | 2015              | Marcus Fysh    | Conservatore        |
|          | 2024              | Adam Dance     | Liberal Democratici |

## Elezioni

### Elezioni negli anni 2020
| Partito                    | Partito                                         | Candidato                  | Risultati 4 luglio 2024 | Risultati 4 luglio 2024 |
| Partito                    | Partito                                         | Candidato                  | Voti                    | %                       |
| -------------------------- | ----------------------------------------------- | -------------------------- | ----------------------- | ----------------------- |
|                            | Lib Dem                                         | Adam Dance                 | 23 765                  | 48,55                   |
|                            | Conservatore                                    | Marcus Fysh                | 11 497                  | 23,49                   |
|                            | Reform UK                                       | Laura Bailhache            | 7 677                   | 15,68                   |
|                            | Laburista                                       | Rebecca Montacute          | 3 002                   | 6,13                    |
|                            | Verdi                                           | Serena Wootton             | 2 403                   | 4,91                    |
|                            | Indipendente                                    | Steve Ashton               | 608                     | 1,24                    |
|                            |                                                 |                            |                         |                         |
| Iscritti                   | Iscritti                                        | Iscritti                   | 79 918                  | 100,00                  |
| ↳ Votanti (% su iscritti)  | ↳ Votanti (% su iscritti)                       | ↳ Votanti (% su iscritti)  | 48 952                  | 61,25                   |
| ↳ Astenuti (% su iscritti) | ↳ Astenuti (% su iscritti)                      | ↳ Astenuti (% su iscritti) | 30 966                  | 38,75                   |
|                            |                                                 |                            |                         |                         |
|                            | Esito: collegio passa da Conservatore a Lib Dem |                            |                         |                         |

### Elezioni negli anni 2010
| Partito                    | Partito                                   | Candidato                  | Risultati 12 dicembre 2019 | Risultati 12 dicembre 2019 |
| Partito                    | Partito                                   | Candidato                  | Voti                       | %                          |
| -------------------------- | ----------------------------------------- | -------------------------- | -------------------------- | -------------------------- |
|                            | Conservatore                              | Marcus Fysh                | 34 588                     | 58,37                      |
|                            | Lib Dem                                   | Mick Clark                 | 18 407                     | 31,06                      |
|                            | Laburista                                 | Terence Ledlie             | 3 761                      | 6,35                       |
|                            | Verdi                                     | Diane Wood                 | 1 629                      | 2,75                       |
|                            | Indipendente                              | Tony Capozzoli             | 689                        | 1,16                       |
|                            | Constitution and Reform                   | Tom Fox                    | 186                        | 0,31                       |
|                            |                                           |                            |                            |                            |
| Iscritti                   | Iscritti                                  | Iscritti                   | 82 468                     | 100,00                     |
| ↳ Votanti (% su iscritti)  | ↳ Votanti (% su iscritti)                 | ↳ Votanti (% su iscritti)  | 59 260                     | 71,86                      |
| ↳ Astenuti (% su iscritti) | ↳ Astenuti (% su iscritti)                | ↳ Astenuti (% su iscritti) | 23 208                     | 28,14                      |
|                            |                                           |                            |                            |                            |
|                            | Esito: collegio confermato a Conservatore |                            |                            |                            |

| Partito                    | Partito                                   | Candidato                  | Risultati 8 giugno 2017 | Risultati 8 giugno 2017 |
| Partito                    | Partito                                   | Candidato                  | Voti                    | %                       |
| -------------------------- | ----------------------------------------- | -------------------------- | ----------------------- | ----------------------- |
|                            | Conservatore                              | Marcus Fysh                | 32 369                  | 54,49                   |
|                            | Lib Dem                                   | Jo Roundell Greene         | 17 646                  | 29,71                   |
|                            | Laburista                                 | Ian Martin                 | 7 418                   | 12,49                   |
|                            | Verdi                                     | Robert Wood                | 1 052                   | 1,77                    |
|                            | Indipendente                              | Katy Pritchard             | 919                     | 1,55                    |
|                            |                                           |                            |                         |                         |
| Iscritti                   | Iscritti                                  | Iscritti                   | 72 966                  | 100,00                  |
| ↳ Votanti (% su iscritti)  | ↳ Votanti (% su iscritti)                 | ↳ Votanti (% su iscritti)  | 59 404                  | 81,41                   |
| ↳ Astenuti (% su iscritti) | ↳ Astenuti (% su iscritti)                | ↳ Astenuti (% su iscritti) | 13 562                  | 18,59                   |
|                            |                                           |                            |                         |                         |
|                            | Esito: collegio confermato a Conservatore |                            |                         |                         |

| Partito                    | Partito                                         | Candidato                  | Risultati 7 maggio 2015 | Risultati 7 maggio 2015 |
| Partito                    | Partito                                         | Candidato                  | Voti                    | %                       |
| -------------------------- | ----------------------------------------------- | -------------------------- | ----------------------- | ----------------------- |
|                            | Conservatore                                    | Marcus Fysh                | 24 158                  | 42,45                   |
|                            | Lib Dem                                         | David Laws                 | 18 865                  | 33,15                   |
|                            | UKIP                                            | Simon Smedley              | 7 646                   | 13,43                   |
|                            | Laburista                                       | Sheena King                | 4 053                   | 7,12                    |
|                            | Verdi                                           | Emily McIvor               | 2 191                   | 3,85                    |
|                            |                                                 |                            |                         |                         |
| Iscritti                   | Iscritti                                        | Iscritti                   | 78 050                  | 100,00                  |
| ↳ Votanti (% su iscritti)  | ↳ Votanti (% su iscritti)                       | ↳ Votanti (% su iscritti)  | 56 933                  | 72,94                   |
| ↳ Astenuti (% su iscritti) | ↳ Astenuti (% su iscritti)                      | ↳ Astenuti (% su iscritti) | 21 117                  | 27,06                   |
|                            |                                                 |                            |                         |                         |
|                            | Esito: collegio passa da Lib Dem a Conservatore |                            |                         |                         |

| Partito                    | Partito                              | Candidato                  | Risultati 6 maggio 2010 | Risultati 6 maggio 2010 |
| Partito                    | Partito                              | Candidato                  | Voti                    | %                       |
| -------------------------- | ------------------------------------ | -------------------------- | ----------------------- | ----------------------- |
|                            | Lib Dem                              | David Laws                 | 31 843                  | 55,71                   |
|                            | Conservatore                         | Kevin Davis                | 18 807                  | 32,90                   |
|                            | Laburista                            | Lee Skevington             | 2 991                   | 5,23                    |
|                            | UKIP                                 | Nigel Pearson              | 2 357                   | 4,12                    |
|                            | BNP                                  | Robert Baehr               | 1 162                   | 2,03                    |
|                            |                                      |                            |                         |                         |
| Iscritti                   | Iscritti                             | Iscritti                   | 82 363                  | 100,00                  |
| ↳ Votanti (% su iscritti)  | ↳ Votanti (% su iscritti)            | ↳ Votanti (% su iscritti)  | 57 160                  | 69,40                   |
| ↳ Astenuti (% su iscritti) | ↳ Astenuti (% su iscritti)           | ↳ Astenuti (% su iscritti) | 25 203                  | 30,60                   |
|                            |                                      |                            |                         |                         |
|                            | Esito: collegio confermato a Lib Dem |                            |                         |                         |

### Elezioni negli anni 2000
| Partito                    | Partito                              | Candidato                  | Risultati 5 maggio 2005 | Risultati 5 maggio 2005 |
| Partito                    | Partito                              | Candidato                  | Voti                    | %                       |
| -------------------------- | ------------------------------------ | -------------------------- | ----------------------- | ----------------------- |
|                            | Lib Dem                              | David Laws                 | 25 658                  | 51,41                   |
|                            | Conservatore                         | Ian Jenkins                | 17 096                  | 34,25                   |
|                            | Laburista                            | Colin Rolfe                | 5 256                   | 10,53                   |
|                            | UKIP                                 | Graham Livings             | 1 903                   | 3,81                    |
|                            |                                      |                            |                         |                         |
| Iscritti                   | Iscritti                             | Iscritti                   | 77 625                  | 100,00                  |
| ↳ Votanti (% su iscritti)  | ↳ Votanti (% su iscritti)            | ↳ Votanti (% su iscritti)  | 49 913                  | 64,30                   |
| ↳ Astenuti (% su iscritti) | ↳ Astenuti (% su iscritti)           | ↳ Astenuti (% su iscritti) | 27 712                  | 35,70                   |
|                            |                                      |                            |                         |                         |
|                            | Esito: collegio confermato a Lib Dem |                            |                         |                         |

| Partito                    | Partito                              | Candidato                  | Risultati 7 giugno 2001 | Risultati 7 giugno 2001 |
| Partito                    | Partito                              | Candidato                  | Voti                    | %                       |
| -------------------------- | ------------------------------------ | -------------------------- | ----------------------- | ----------------------- |
|                            | Lib Dem                              | David Laws                 | 21 266                  | 44,18                   |
|                            | Conservatore                         | Marco Forgione             | 17 338                  | 36,02                   |
|                            | Laburista                            | Joe Conway                 | 7 077                   | 14,70                   |
|                            | UKIP                                 | Neil Boxall                | 1 131                   | 2,35                    |
|                            | Verdi                                | Alex Begg                  | 786                     | 1,63                    |
|                            | Liberale                             | Anthony Prior              | 534                     | 1,11                    |
|                            |                                      |                            |                         |                         |
| Iscritti                   | Iscritti                             | Iscritti                   | 74 981                  | 100,00                  |
| ↳ Votanti (% su iscritti)  | ↳ Votanti (% su iscritti)            | ↳ Votanti (% su iscritti)  | 48 132                  | 64,19                   |
| ↳ Astenuti (% su iscritti) | ↳ Astenuti (% su iscritti)           | ↳ Astenuti (% su iscritti) | 26 849                  | 35,81                   |
|                            |                                      |                            |                         |                         |
|                            | Esito: collegio confermato a Lib Dem |                            |                         |                         |

## Risultati dei referendum

### Referendum sulla permanenza del Regno Unito nell'Unione europea del 2016
|             | Collegio | Lasciare UE % | Rimanere in UE % |
| ----------- | -------- | ------------- | ---------------- |
|             | Yeovil   | 59,2%         | 40,8%            |
| Inghilterra | 53,3%    | 46,7%         |                  |
| Regno Unito | 51,9%    | 48,1%         |                  |